# Olsenbanden og Dynamitt-Harry
Olsenbanden og Dynamitt-Harry, deutscher Festivaltitel: Die Olsenbande und Dynamit-Harry, ist der zweite Film aus der Filmreihe der Olsenbande (Norwegen). Die norwegische Kriminalkomödie ist eine Neuverfilmung des dänischen Filmes Die Olsenbande in der Klemme aus der Filmreihe zur Olsenbande und hatte in Norwegen seine Premiere am 10. August 1970.

## Handlung

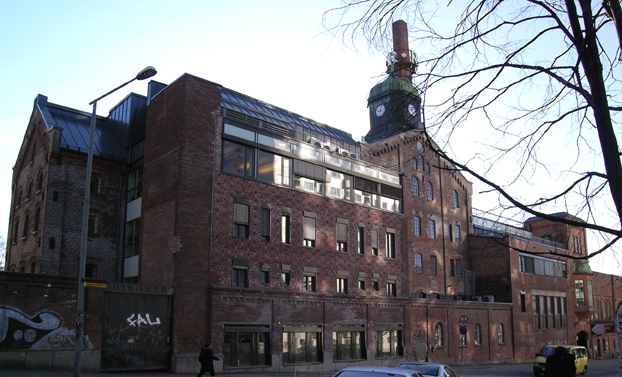
Bei der Ringnes-Brauerei versucht es die Olsenbande zuerst mit ehrlicher Arbeit am Fließband der Flaschenabfüllanlage

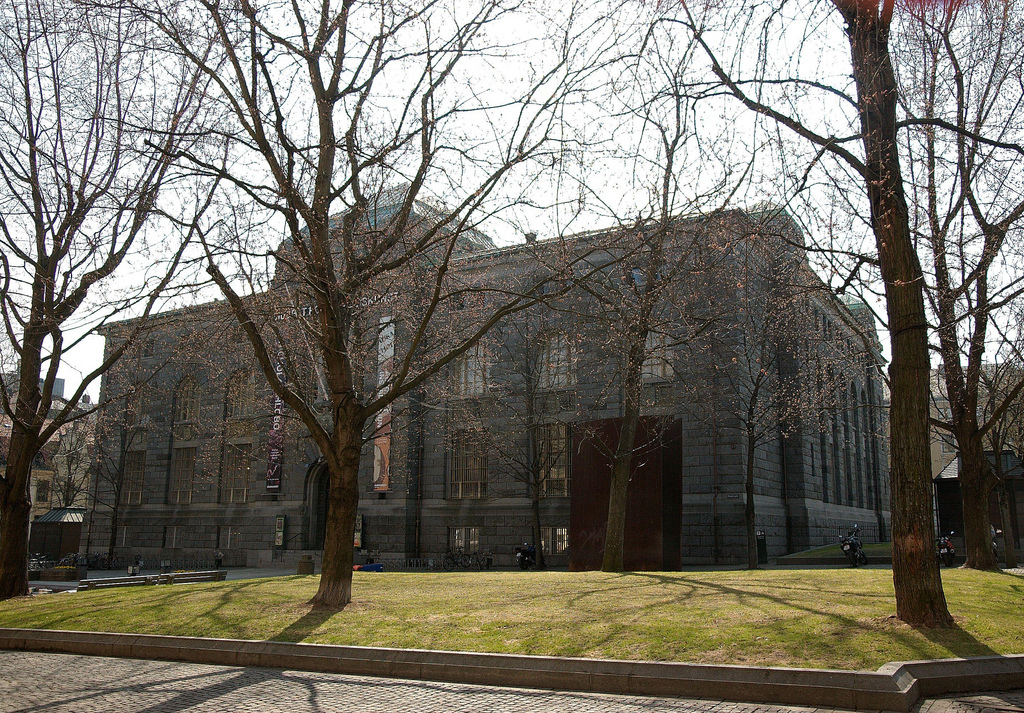
In der Norges Bank (Norwegische Nationalbank) bekommt die Olsenbande einen Job als Reinigungskräfte. Sie werden allerdings nach einem Überfall amerikanischer Gangster von der Polizei verdächtigt, den Raub selbst ausgeführt zu haben. Heute ist das Bankgebäude ein Kunstmuseum.

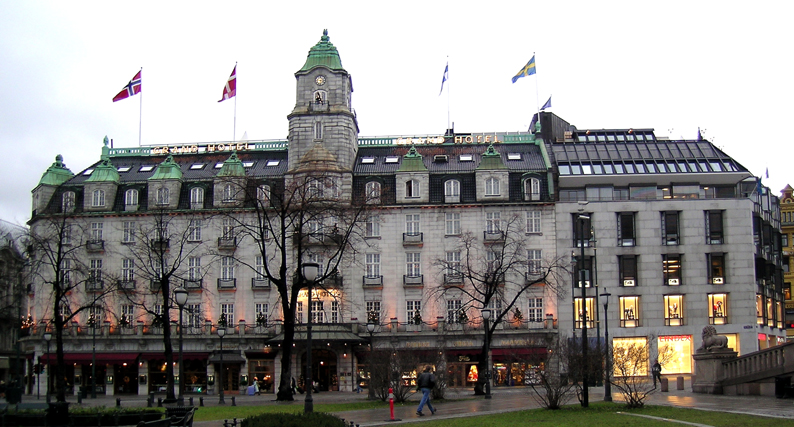
Im Osloer Grand-Hotel haben sich die amerikanischen Gangster einquartiert, hier nimmt ihnen die Olsenbande ihre Beute wieder ab.

Die Olsenbande führt präzise nach Egons Plan einen Bankraub in der Stabekker Sparkasse (Stabekk Sparebank) durch. Egon geht mit einer Pistole in die Bank und will das Bargeld am Schalter fordern. Benny wartet mit seinem Wagen bei laufendem Motor und Kjell steht Schmiere. Als Egon in die Sparkasse hineingeht, steht allerdings schon ein anderer Bankräuber am Schalter. Dieser lässt sich gerade seine Beute am Bankschalter auszahlen, so dass Olsen leer ausgeht. Als der Bankräuber mit der Beute verschwindet, wird der Alarm ausgelöst und Benny und Kjell flüchten in Panik vom Tatort. Egon wird daraufhin von der eintreffenden Polizei verhaftet und es stellt sich heraus, dass er auch nur eine Wasserspritzpistole hatte.
Nach der Verbüßung seiner Haftstrafe im Osloer Staatsgefängnis wird Egon wieder von Benny und Kjell sowie von Basse abgeholt. Olsen kommt aber diesmal mit einer jungen Frau heraus, die Egons Sozialfürsorgerin Bodil Hansen ist. Zum Entsetzen seiner Bandenmitglieder hat er während seines Gefängnisaufenthaltes dem Verbrechen abgeschworen und will nach seiner Haftentlassung nur noch mit ehrlicher Arbeit Geld verdienen. Verantwortlich dafür ist die attraktive Bodil, der es Egon versprochen hat und in die er vernarrt ist. Sie vermittelt Egon eine Stelle am Fließband an einer Bierflaschen-Abfüllanlage in der Ringnes-Brauerei. Nach anfänglichem Zögern seiner Kumpane kann Egon zunächst Kjell und schließlich auch Benny vom Nutzen ehrlicher Arbeit überzeugen, so dass sie schließlich alle drei in der Fabrik arbeiten. Die Olsenbande und auch Kjells Frau Valborg sind zunächst alle zufrieden mit ihrer neuen Situation und froh, dass sie ihr Geld endlich auch ehrlich verdienen können.
Als jedoch eines Tages unerwartet Bodil Hansen in der Fabrik auftaucht, wird Egon derart von ihrer Erscheinung überwältigt, dass er den Fließbandprozess völlig durcheinanderbringt und daraufhin Benny und Kjell und alle anderen Mitarbeiter in diesen Schelmenreigen mit einsteigen und die drei daher fristlos entlassen werden. Bodil Hansen ist zunächst enttäuscht, kann den dreien jedoch schließlich eine Arbeit als Reinigungskräfte im Tresorraum der norwegischen Nationalbank (Norges Bank) vermitteln. In der Norges Bank werden sie während ihrer Arbeit Zeugen eines spektakulären Einbruchs, bei dem eine besonders gesicherte Beute aus einem Tresor entwendet wird (wie sich später herausstellt, handelt es sich dabei um die norwegischen Kronjuwelen).
Da man die vorbestrafte Olsenbande (außer der es keine weiteren Zeugen gibt) verständlicherweise für die Täter hält, versucht Egon den wahren Räubern – einer Bande amerikanischer Supergangster – die Beute auf eigene Faust abzujagen, wobei die Bande endlich wieder zu ihrer alten Form zurückfindet. Die Gangster haben ihre Beute in einem einbruchsicheren und sprengsicheren Behältnis versteckt, getarnt als Cello-Kasten. Wie die Olsenbande mittlerweile herausgefunden hat, befindet sich die Gangstertruppe inzwischen im Grand-Hotel in Oslo. Die Olsenbande ist immer noch bestrebt, sich die gestohlenen Kronjuwelen wiederzuholen, um damit endlich ihre Unschuld beweisen zu können. Egon und Benny schmuggeln sich als Service-Personal getarnt in das Grand Hotel ein. Benny lockt durch ein fingiertes Telefongespräch die Gangster aus ihrer Hotel-Suite, während Kjell als verkleidete Zimmerfrau den Cello-Kasten gegen ein echtes (aber auch gestohlenes) Cello-Behältnis austauscht.
Daraufhin beginnt eine wilde Verfolgungsjagd durch ganz Oslo, an der sich außer den Gangstern auch noch die Polizei beteiligt, die die Olsenbande immer noch wegen des vermeintlichen Raubes sucht. Mit Hilfe von Dynamit-Harry versucht die Olsenbande vergeblich, den vorgeblichen Cello-Kasten mit Sprengstoff zu öffnen. Leider gehen alle entsprechenden Versuche von Dynamit-Harry und der Olsenbande dazu schief. Die Gangster versagen allerdings auch mehrmals dabei, der Olsenbande die Beute abzunehmen. Schließlich muss sogar der große Hintermann, Serafimo Motzarella aus Chicago, nach Norwegen reisen. Bodil Hansen, die das ganze Geschehen mehr oder weniger mitbekommen hat und weiterhin der Olsenbande aus der Patsche helfen will, spürt letztendlich Serafimo auf. Sie schließt sich dem Gangsterboss an, um so für ihr neues Forschungsprojekt seine Persönlichkeit studieren zu können. Gleichzeitig nimmt sie aber Serafimo das Versprechen ab, die Olsenbande zu verschonen und ihre Unschuld für das Verbrechen, dessen sie beschuldigt werden, zu bestätigen. Serafimo geht auf den Handel ein; er lässt sich in der Folge von der Olsenbande den Cello-Kasten herausgeben und verabredet sich anschließend zu einem Deal mit der norwegischen Regierung zu der Herausgabe der Juwelen gegen eine „Aufwandsentschädigung“.
Die Olsenbande ist nun zwar voll rehabilitiert, aber Kriminalkommissar Hermansen lässt Egon Olsen trotzdem verhaften. Zwar nicht wegen des vermeintlichen Raubes, sondern wegen vieler kleiner Delikte, für die Olsen verantwortlich gewesen sein soll bzw. die während der Flucht und der Verfolgungsjagd der Olsenbande passiert sind. Egon geht so wiederum ins Botsfengselet, während Bodil Hansen Motzarella in die USA begleitet.

## Bedeutung
Der zweite Film der norwegischen Olsenbandenreihe stellt zwischen dem ersten Teil, der noch recht wenig mit dem Flair der späteren Filme zu tun hatte, und dem dritten, ab dem das Handlungskonzept der Nachfolgefilme in weiten Teilen vorhanden ist, ebenso ein Zwischenglied wie im dänischen Vorbild der Olsenbande dar. Kjell und Valborg sind nun in einem kleinstädtisch geprägten Stadtteil Oslos, der viel zur Atmosphäre der folgenden Olsenbandenfilme beitrug. Bordellbesuche der Bandenmitglieder kommen nicht mehr vor, auch wenn sie sich zur Besprechung nach wie vor nicht in Kjells Wohnung, sondern in Hansens Kneipe trifft. Valborg ist weiterhin nur eine von vielen Nebenfiguren, die weibliche Hauptrolle des Films ist eindeutig Bodil Hansen.

## Kritiken
„Total irre Crazy-Comedy – Das ist das reinste Vergnügen, voller Tempo und Spannung. Aber es besteht zu befürchten, dass nur Lieschen Müller an diesen Durcheinander ihren Spaß haben wird. Während der gestrigen Spätvorstellung im Saga-Kino wurde jedenfalls so viel gelacht und gebrüllt, dass man manchmal die Dialoge der vier Bajazzos nicht verstehen konnte. Deshalb kann man schon jetzt einen schönen Kassenerfolg vorhersagen. ( ... ) Einen Höhepunkt dieses Unsinns, die unsinnigste Steigerung des Unsinns, lieferte Harald Heide-Steen junior, der aus seinem Dynamit-Harry eine totale Crazy-Person machte. Er war tatsächlich dynamitgeladen.“

„Die "Olsen-Bande und Dynamit-Harry" ist ein norwegisches Remake des dänischen Films "Die Olsen-Bande in der Klemme" (1969), dem zweiten in der Serie. Die norwegischen Schauspieler genossen in ihrer Heimat schon bald nach der Premiere Starruhm. Regisseur Ove Kant debütierte mit "Die Olsen-Bande und Dynamit-Harry" als Spielfilmregisseur. Trotz des Publikumserfolges, den sein erster Film hatte, wurde er nie wieder mit einer Filmregie beauftragt.“